# Batalla de Großbeeren
La batalla de Großbeeren va tenir lloc el 23 d'agost de 1813 a Großbeeren i els pobles veïns de Blankenfelde i Sputendorf entre el III cos prussià sota les ordres de Friedrich von Bülow i el VII cos francosaxó comandat per Jean Reynier. Napoleó esperava fer fora els prussians de la Sisena Coalició capturant-ne la capital, Berlín, però els pantans al sud de la ciutat combinats amb la pluja i la mala salut del mariscal Nicolas Charles Oudinot van contribuir a la derrota francesa.

## Preludi
Després de la batalla de Bautzen, el maig de 1813, durant la Guerra de la Sisena Coalició, ambdues parts van acordar una treva de set setmanes per planificar i preparar-se millor. Quan la campanya es va reprendre, a l'agost, Napoleó va ordenar una ofensiva per capturarla capital prussiana de Berlín. D'aquesta manera, esperava fer fora de la guerra els prussians. Mentrestant, va mantenir el gruix del seu exèrcit en una situació defensiva estratègica, per fer front a qualsevol possible moviment del gran exèrcit austríac, que ara s'havia reunit al sud-est d'Alemanya. Per a aquesta tasca, va triar un dels seus millors comandants, el mariscal Nicolas Charles Oudinot, per dirigir l'ofensiva. Oudinot va intentar rebutjar aquest honor a causa de la seva mala salut; havia estat ferit en diverses ocasions durant la desastrosa campanya de l'any anterior a Rússia i encara no s'havia recuperat del tot. Però l'emperador va insistir, de manera que Oudinot amb tres cossos d'uns 70.000 homes va avançar cap a Berlín.
Sense que Napoleó ni Oudinot ho sabessin, aquesta estratègia va afavorir la Coalició. D'acord amb el Pla Trachenberg (el pla aliat per a la campanya formulat durant la treva), creat en gran part per Bernadotte, comandant de l'Exèrcit del Nord, evitarien qualsevol enfrontament important amb Napoleó fins després d'haver reunit una força suficient i debilitarien l'emperador derrotant els seus mariscals en batalles independents i més petites.
Inicialment, Bernadotte va considerar que Berlín no era defensable davant un gran atac francès a causa de la manca de barreres naturals al sud de la ciutat i el perill per a la seva línia de retirada cap a la Pomerània sueca en cas que Napoleó fes de l'atac contra Berlín el seu principal esforç. No obstant això, per raons polítiques i per la insistència prussiana en què defensarien ells mateixos Berlín si calgués, el príncep hereu va cedir i va començar a planificar la defensa de la ciutat. Bernadotte va aprofitar les xarxes de carreteres locals i el terreny pantanós i va col·locar els seus diferents cossos en posició per contenir un avanç enemic per les poques carreteres nord-sud el temps suficient perquè la resta de l'Exèrcit del Nord arribés.
Des del seu inici, l'ofensiva francesa va estar marcada per la desgràcia. El mateix dia que va començar l'avanç, el 19 d'agost, van esclatar fortes tempestes que van convertir les carreteres en tolls fangosos i van fer gairebé impossible el moviment de l'artilleria. Per dificultar encara més l'avanç, la zona al sud de Berlín estava plena de petits llacs i pantans. Fins i tot amb bon temps només hi havia un parell de carreteres per apropar-se a la ciutat des del sud. Però la pluja va convertir moltes de les posicions defensives prussianes en illes fortificades. Oudinot es va veure obligat a dividir el seu cos i fer-lo avançar per tres carreteres separades, amb poca comunicació entre elles.
D'aquesta manera, la disposició d'Oudinot fou la següent. El IV Cos del general Bertrand de 13.000 homes i 32 canons a la dreta, a l'esquerra el XII Cos del general Guilleminot de 20.000, principalment reclutes inexperts (els Marie-Louises) i al centre la columna principal del VII Cos del general Jean Reynier de 27.000 trope franceses i saxones aliades. Oudinot no esperava cap oposició seriosa i la manca de cavalleria no li permetia conèixer la posició de l'enemic.

## La batalla

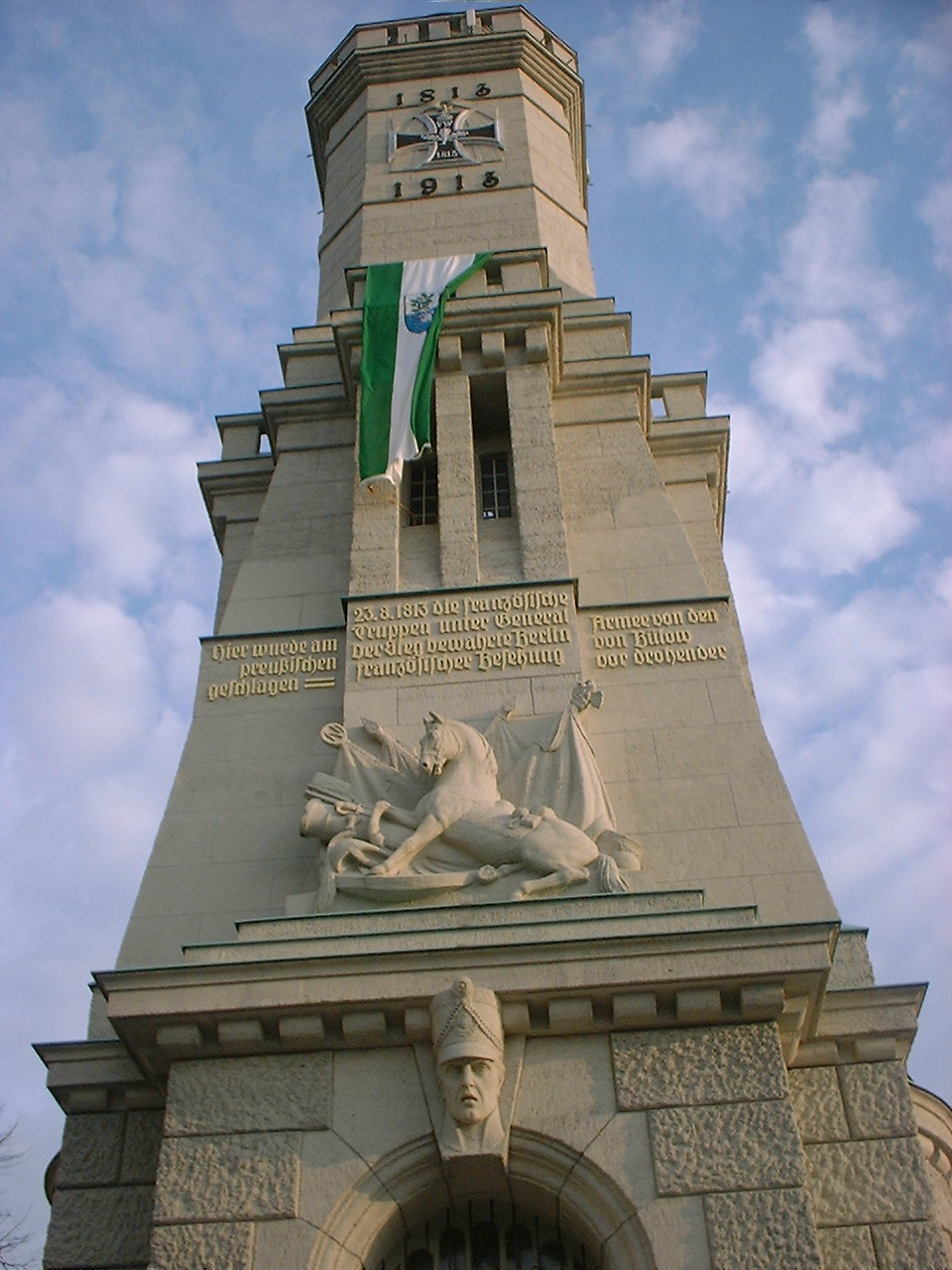
Torre commemorativa a Großbeeren

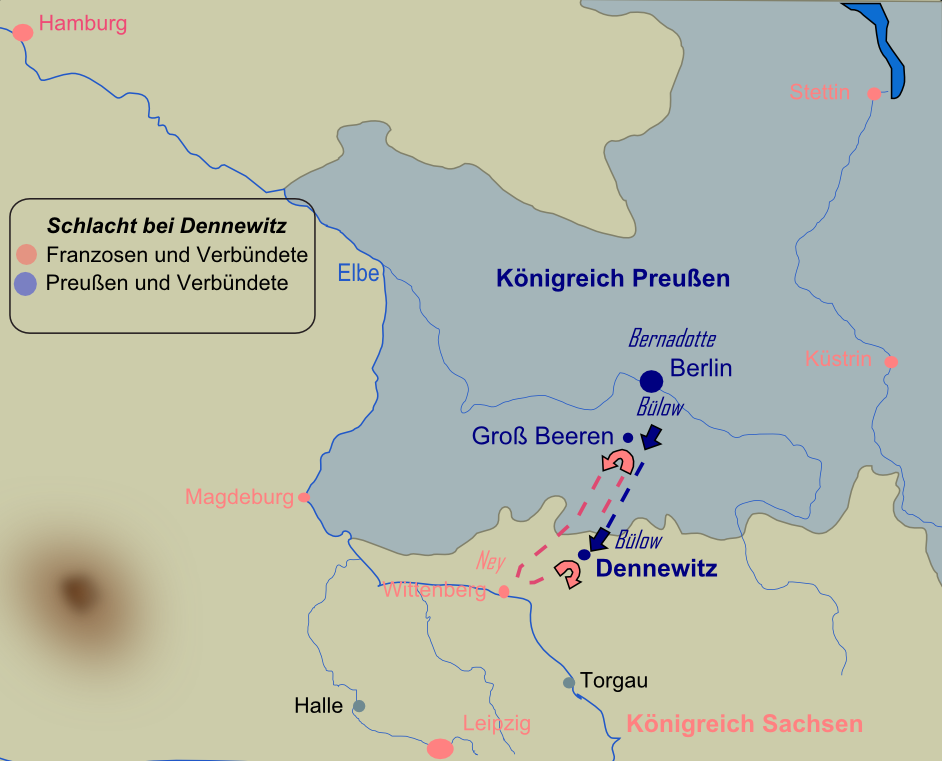
Marxa francesa sobre Berlín i posterior retirada, amb les batalles de Großbeeren i de Dennewitz

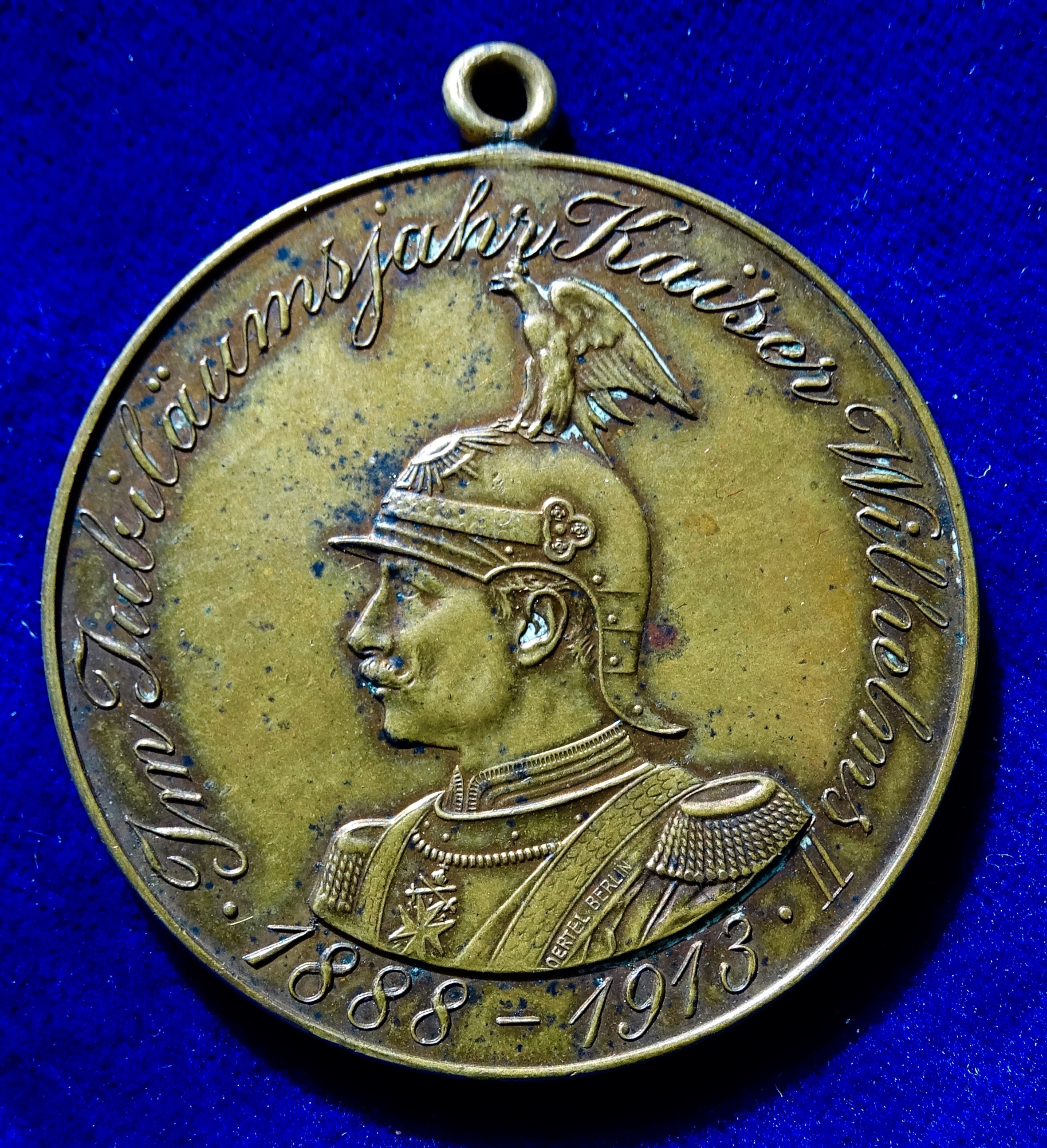
Medalla per a l'obertura el 23 d'agost de 1913 de la torre de Großbeeren, commemorativa del 100è aniversari de la batalla, anvers

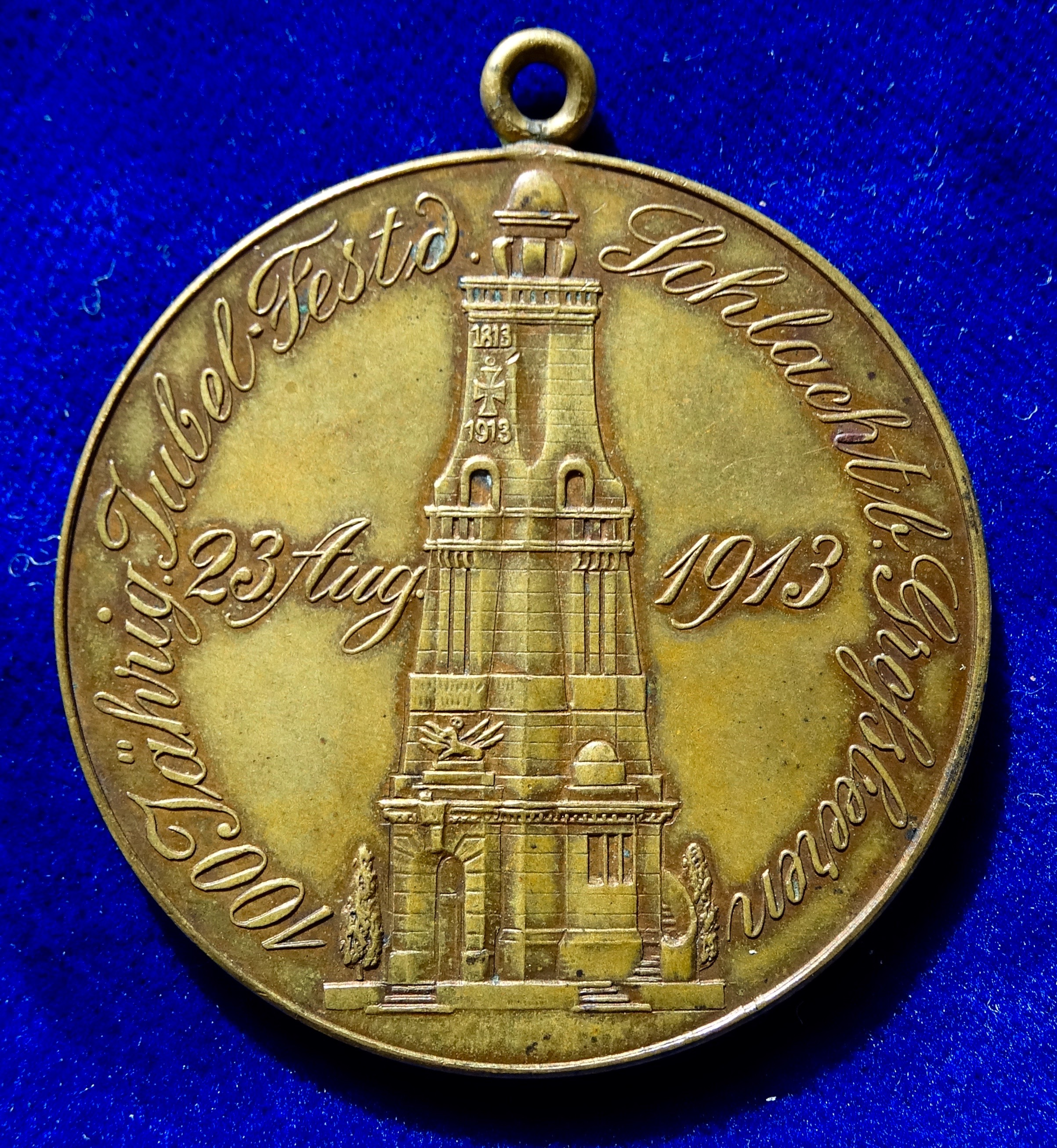
Medalla per a l'obertura el 23 d'agost de 1913 de la torre de Großbeeren, commemorativa del 100è aniversari de la batalla, revers.

Berlín estava defensada per l'Exèrcit del Nord, comandat pel príncep hereu Carles Joan de Suècia, antic mariscal Bernadotte. Quan el cos de Reynier va arribar a Großbeeren, es va trobar amb la major part de l'exèrcit del príncep Carles preparat per a la batalla. Actuant sense ordres ni suport, va atacar el cos de Friedrich von Bülow, que acabava de ser reforçat pels suecs fins a uns 38.000 homes, i va ser rebutjat amb nombroses baixes. Nicolas Charles Oudinot, incapaç de concentrar el seu exèrcit, va arribar al final del dia just quan els saxons de Reynier havien començat a vacil·lar després que el general no hagués aconseguit reorganitzar-los per a un altre assalt. El cos de Von Bülow va patir poques baixes, va lluitar molt bé i Vob Bülow va demanar poder perseguir immediatament els francesos desorganitzats, però Carles Joan va refrenar-ho.

## Conseqüències

### La lluita per Berlín
En adonar-se que l'avanç havia estat frenat, i creient que el seu exèrcit estava en una posició exposada, Nicolas Charles Oudinot va ordenar la retirada cap a Jüterbog després de patir pèrdues considerables. Reynier va perdre 20 oficials saxons i 1.918 soldats, 1.138 francesos i 14 canons i 52 carros plens de munició.
Bernadotte no va ordenar una persecució, malgrat l'extrema vulnerabilitat dels francesos desmoralitzats i les enèrgiques protestes dels seus generals prussians. Von Bülow i Tauentzien van argumentar que les forces franceses d'Oudinot podrien ser completament destruïdes amb una ràpida persecució cap al sud, i van protestar per la manca d'iniciativa de Bernadotte al comandant prussià superior, el mariscal de camp Blücher i el rei de Prússia. No obstant això, Bernadotte temia que allunyar-se de Berlín per perseguir els francesos podria dur-los a caure a les mans de Napoleó, ja que la maniobra aïllaria el seu exèrcit i posaria en perill les línies de comunicació, tenint en compte que el mariscal Davout i la seva força de 35.000 homes era a Hamburg, a la seva rereguarda, i permetria que Napoleó utilitzés les línies interiors per atacar-lo abans que qualsevol exèrcit aliat pogués intervenir. Com a conseqüència, i amb gran disgust dels prussians, l'Exèrcit del Nord va romandre en la seva posició defensiva favorable a prop de Berlín, esperant rebre un altre atac francès.
La derrota de Großbeeren, combinada amb la mala salut, havia sacsejat la confiança d'Oudinot, i aquest va continuar la retirada general cap a Wittenberg. Napoleó estava furiós amb Oudinot, no tant per la seva derrota, sinó per la seva retirada fins a Wittenberg en comptes de tornar a Luckau. Enfurismat, afirmà «És realment difícil tenir menys cervell que el duc de Reggio!». Napoleó va nomenar el mariscal Michel Ney per dirigir una segona ofensiva sobre Berlín amb els mateixos tres cossos, ara reduïts i desmoralitzats, i el malalt Oudinot com a subordinat de Ney. El resultat seria la batalla de Dennewitz el 6 de setembre de 1813.